# Madrid Club de Futbol Femení
El Madrid Club de Futbol Femení (nom oficial, Madrid Club de Fútbol Femenino) és un club de futbol femení de Madrid, fundat el 2010. Actualment milita a la Primera Divisió.
Va ser fundat el 2010 per Alfredo Ulloa, que va optar per un uniforme blanc en homenatge al Reial Madrid, encara que no hi ha cap connexió amb el club madrileny. Hi va haver rumors d'absorció per part del Reial Madrid, però tot van estar especulacions no resoltes.
El 2013, després de tres temporades en categories regionals, el club fa el seu debut a la Segona Divisió. Quatre anys més tard, el club aconsegueix pujar a Primera Divisió, on juga per primer cop la temporada 2017-18 aconseguint la desena plaça. Fins aleshores l'equip jugava al Polideportivo Luis Aragonés, però des de la temporada 2017-18 juga a l'estadi José Luis de la Hoz-Matapiñonera a San Sebastián de los Reyes.
La temporada 2020-21 fa la seva millor temporada millorant els seus registres amb una 7a posició a la lliga i arribant a les semifinals de la Copa de la Reina.
El setembre de 2022 el club arriba a acord amb el Club de Fútbol Fuenlabrada per a aliar-se sense perdre la seva identitat. Així, utilitzaran les instal·lacions del club i uniran pedrera.